# Овамболенд
Овамболенд (англ. Ovamboland, також Owamboland, ' Південний Амболенд нім. Südlicher Amboland) - історичний регіон в Намібії, батьківщина народів овамбо.
Назва була дана регіону по Плану Одендаала, який полягав у створенні бантустанів на території Південної Африки. 

## Регіони в Овамболенді
На території Намібії Овамболенд розділений на 4 регіону:
- Ошикото
- Охангвена
- Омусаті
- Ошана

## Політика

### Назва
Організація народів Південно-Західної Африки (СВАПО) виступає за перейменування всіх європейських назв міст, т.д. населених пунктів в Південній Африці, в імена на корінних мовах.
Дана думка зачіпає і назви колишніх бантустанів, в тому числі Овамболенду. 
 

Виступ лідера СВАПО в 1970 році (Танзанії):
 Ми не можемо примиритися ні з одним білим урядом, неважливо ліберальним або екстремістським. Нас також не цікавить ця мультирасова нісенітниця. Ми маємо намір змести з лиця землі всі сліди білої цивілізації. Нам не потрібні ні реформи, ні бантустани, ні поліпшення умов корінного населення. Все що ми хочемо - це повної незалежності. Правління чорних - або нічого! — Сем Нуйома, президент СВАПО, на виступі в Танзанії, 1970 